# 낙지볶음

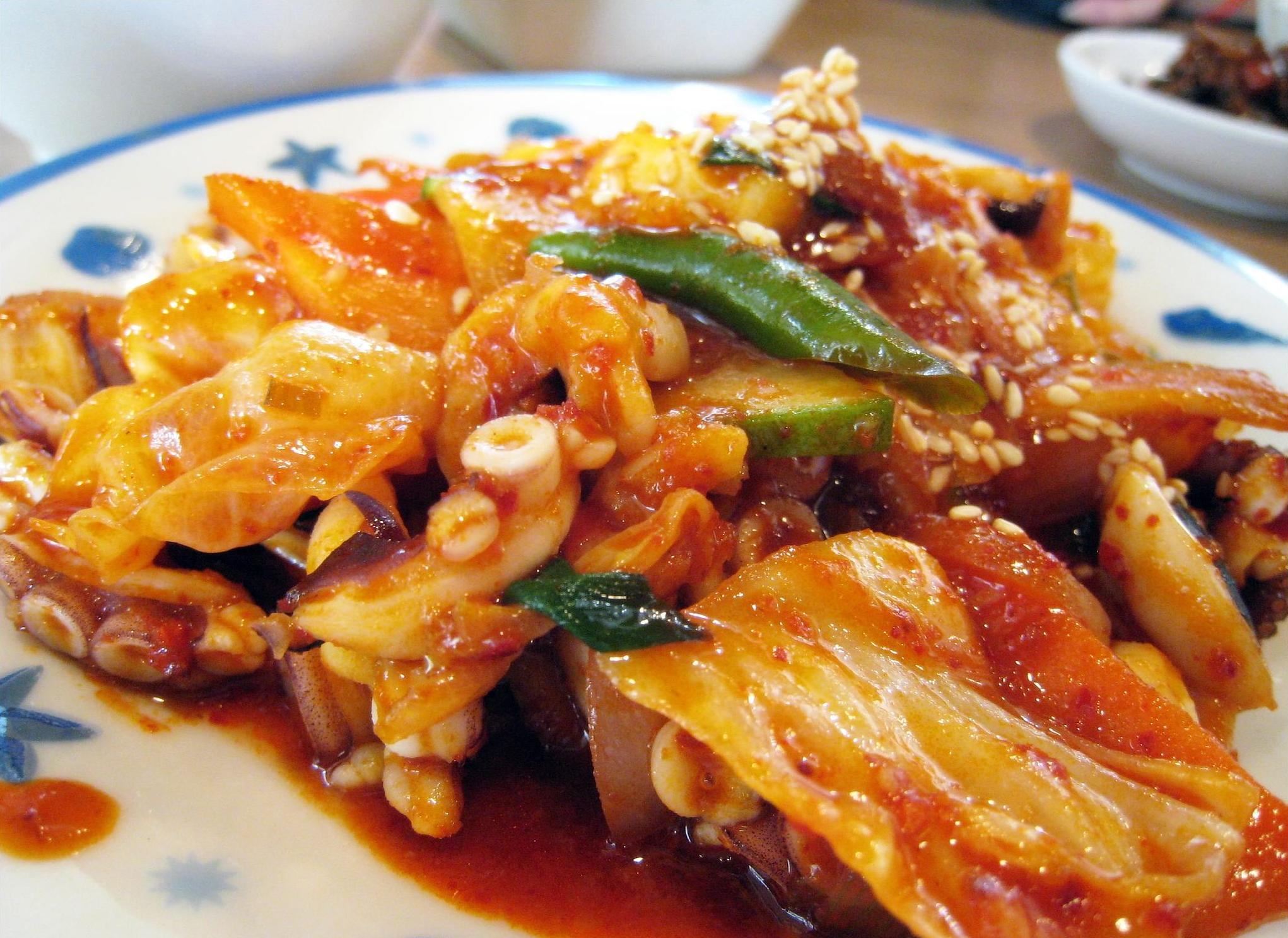
낙지볶음

낙지볶음은 한국의 볶음 요리로, 낙지를 고추장, 물엿 등으로 양념하여 볶은 음식이다. 한국에서는 1960년대 초에 처음 선보인 2세기밖에 되지 않은 비교적 최근의 인기 있는 요리이다.

## 역사
낙지볶음은 1960년대에야 등장한 현대식 요리이지만, 시대를 초월하고 훨씬 오래된 것처럼 느껴지는 상당히 단순하고 소박한 요리이다. 그 기원의 뿌리는 19세기로 거슬러 올라간다. 문어는 주로 날것, 건조 또는 팬에 튀겨서 소비되었다. 20세기 초반에는 낙지숙회, 낙지백숙 등의 요리가 유행했다. 이 기간 동안 문어는 전통적으로 인식된 건강상의 이점으로 인해 더 자주 섭취되기 시작했으며, 그 중 일부는 문어가 저칼로리 단백질 및 미량 영양소 공급원이기 때문에 현대 영양 과학으로 확인되었다. 연포탕, 낙지비빔밥 등 문어를 이용한 요리도 이러한 추세에서 발전했다.
1960년대 초반에 개발된 동네 이름을 따서 "무교동 낙지볶음"이라고도 불리는 이 요리의 창작자라는 여러 주장이 있다. 곧 주변 식당들이 이 요리를 받아들였고, 1970년대 말까지 한국 전역에 퍼졌다.
한국에서는 낙지볶음을 아주 매콤하게 먹는다. 뜨끈한 느낌을 줄이기 위해 일반적으로 조개탕 및 기타 더 시원하거나 순한 반찬이 함께 제공된다.